# Alfred V. du Pont

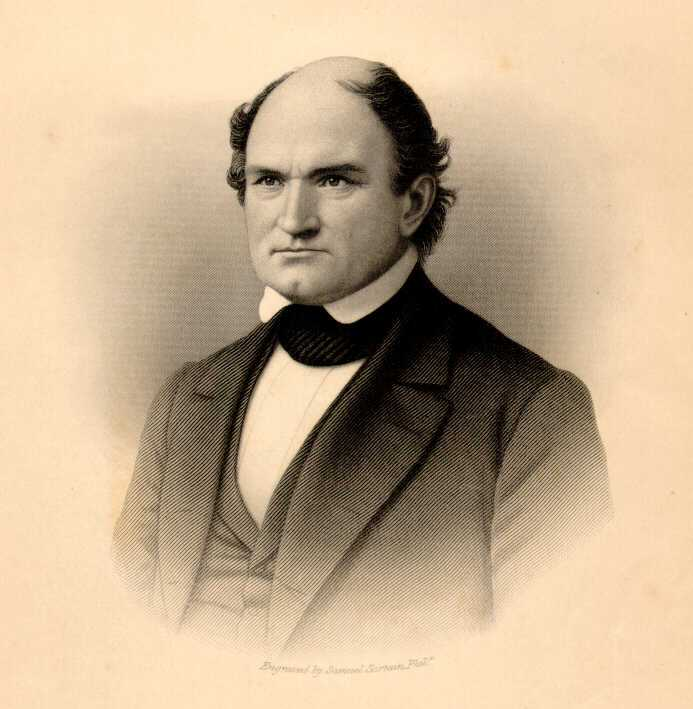
Alfred V. du Pont

Alfred Victor Philadelphe du Pont de Nemours (* 11. April 1798 in Paris; † 4. Oktober 1856 in Greenville (Delaware)) war ein französisch-US-amerikanischer Chemiker und Unternehmer. Er war der älteste Sohn Eleuthère Irénée du Ponts und erbte als solcher dessen Unternehmen, die E. I. du Pont de Nemours and Company (allgemein als DuPont bekannt), welche er nach seines Vaters Ausscheiden erfolgreich weiterführte.

## Biographie
Alfred V. du Pont entstammte der angesehenen du Pont-Familie, er wurde als Sohn Sophie Madeleine Dalmas du Ponts und des Unternehmers Eleuthère Irénée du Pont 1798 in Paris geboren. Bereits 1800 zog die Familie jedoch in die Vereinigten Staaten von Amerika, wo du Pont aufwuchs und den Hauptteil seines Lebens verbrachte. Nachdem er seine Schullaufbahn beendet hatte, studierte er am Dickinson College in Carlisle (Pennsylvania) Chemie unter Thomas Cooper, dessen Assistent er später an der University of Pennsylvania wurde. Nach einem Unfall im väterlichen Betrieb beendete du Pont 1818 seine akademische Laufbahn, um in diesem tätig zu werden. Dort arbeitete er zunächst als Chemiker und leitete das Unternehmen später durch eine Krise, bevor er 52-jährig sich krankheitsbedingt zurückzog.

## Privatleben
Du Pont war mit Margaretta Elizabeth „Molly“ La Motte verheiratet, mit welcher er sieben Kinder hatte. Nach seinem Tod 1856 wurde er auf dem Familienfriedhof der du Ponts begraben.